# Akihiko Tago
Akihiko Tago (japanisch 多胡 昭彦 Tago Akihiko; geboren 1932) ist ein japanischer Amateurastronom.

## Leben
Er entdeckte mehrere Kometen mit, darunter C/1968 H1 (Tago-Honda-Yamamoto), C/1969 T1 (Tago-Sato-Kosaka) und C/1987 B1 (Nishikawa-Takamizawa-Tago). Am Satsuki-Observatorium, das 1996 gegründet wurde, hat Tago Amateurastronomen in Yanahara, Okayama, unterstützt und ermutigt. Der Asteroid (7830) Akihikotago wurde am 11. Februar 1998 zu Ehren seines Engagements benannt.
Er entdeckte außerdem mehrere Novae, so V1493 Aql (Nova Aquilae 1999), V2275 Cyg (Nova Cygni 2001 no. 2), V574 Pup (Nova Puppis 2004), V2467 Cyg (Nova Vulpeculae 2007 no.2).
Im Jahr 2006 war er der erste Astronom, der ein Mikrolinsensystem außerhalb der Magellanschen Wolken und des Bulges unserer Milchstraße entdeckte. Der Stern GSC 3656-1328 wurde innerhalb von zwei Wochen plötzlich um vier Größenklassen heller und kehrte zwei Wochen später zu seiner normalen Helligkeit zurück. Ein roter oder brauner Zwergstern zog genau vor GSC 3656-1328 vorbei, und die Schwerkraft des Zwergsterns lenkte mehr Licht zu den Beobachtern auf der Erde.
Er lebt in Tsuyama, Okayama.

## Publikationen
- Akihiko Tago: 鈴木・佐藤・関彗星 (1970m) の発見事情. (deutsch: The discovery circumstance for comet (Suzuki, Sato, Seki 1970m)). In: The Tenkai. 51. Jahrgang, Nr. 547. Oriental Astronomic Association, 1970, ISSN 0287-6906, S. 368 (japanisch).
- Akihiko Tago: エンケ彗星の写真. (deutsch: The comet Enke in photograph). In: The Tenkai. 52. Jahrgang, Nr. 548. Oriental Astronomic Association, 1971, ISSN 0287-6906, S. 548 (japanisch).
- Akihiko Tago: マイコンを活用した私の能率的な彗星捜索. (deutsch: Personal computer helps efficient asteroid hunting). In: 天文と気象 Astronomy and Meteorology. 48. Jahrgang, Nr. 8. 地人書館 Chijin shokan, Japan 1982, S. 32–35 (japanisch).
- Akihiko Tago: 本田実先外との星空会話の思い出. (deutsch: My astronomical dialogue with Minoru Honda). In: The Tenkai. 80. Jahrgang, Nr. 895. Oriental Astronomic Association, 1999, ISSN 0287-6906, S. 791 (japanisch).
- Akihiko Tago: 私の新星捜索. (deutsch: Novae and myself). In: The Tenkai. 81. Jahrgang, Nr. 896. Oriental Astronomic Association, 2000, ISSN 0287-6906, S. 6–10 (japanisch).

## Auszeichnungen
- 天文発見功労賞 (Auszeichnung für herausragende Leistungen)[11]